# マイアミ・マーリンズ
マイアミ・マーリンズ（英語: Miami Marlins、略称: MIA）は、メジャーリーグベースボール（以下、MLB）ナショナルリーグ東地区所属のプロ野球チーム。本拠地はフロリダ州マイアミにあるローンデポ・パーク。1993年にフロリダ・マーリンズとして発足した。MLBに所属するチームで最南端に位置する。

## 概要
MLBの球団拡張（エクスパンション）政策により、1993年にコロラド・ロッキーズと共に誕生。歴史はまだそれほど長くないが、これまでワールドシリーズに1997年、2003年に進出して、いずれも世界一に輝いている。しかし、（後に詳述するように）1997年、2005年、2012年、2017年とわずか20年ほどの間に4回もの「ファイヤーセール」を決行しており、このことから「スター選手を放出することで解体と再構築を繰り返してきた球団」「スター選手の切り売りが悪しき伝統（として根付いている）」と評されている。実際、ファイヤーセールで放出した選手は、ゲイリー・シェフィールド、ジョシュ・ベケット、ホセ・レイエス、ジャンカルロ・スタントンなど、その時々での球界を代表する選手が多く名を連ねている。これがファンがチームに対して愛着が持てず、地元の人気を得られない原因と指摘されている。
マーリンズの経常利益はMLB30球団のうち1位である。これは市場は小さいが、選手へ払う年俸も安い、さらに総年俸が安いためにMLBから支給されるレベニュー・シェアリングや贅沢税の分配金を多く獲得できるためである。
MLB球団唯一のチアリーディングチーム「マーメイズ」が結成され、また新たに太った男性たちによる応援団「マナティーズ」も結成された。
また、北海道を拠点にしている社会人野球のクラブチーム、トランシスと業務提携をしている。

## 球団の歴史

### フロリダ・マーリンズ時代
NFLマイアミ・ドルフィンズのオーナーを務めるウェイン・ハイゼンガー（レンタカー・ビデオショップチェーン経営）が「マイアミは野球のキャンプ地にはなるが、ホーム・チームがないのはいかがなものか」として1993年にフロリダ・マーリンズの球団名で誕生した。
1年目は観客動員数300万人を達成。西武ライオンズで5番を打っていたオレステス・デストラーデが加入している。しかし、翌年以降早くも客足が遠のく。このため1995年よりFA市場にも積極的に乗り出して選手の補強に努める。その結果、総年俸が膨れ上がり球団経営を圧迫。このため、ハイゼンガーはマーリンズ専用の新球場の建設を地元自治体に求め、要求が聞き入れられない場合は身売りすることも公言していた。
監督にジム・リーランドを迎えた創設5年目の1997年、ワイルドカードでプレーオフに進出。クリーブランド・インディアンスを破りワールドシリーズを制覇して世界一を達成する。
しかし、ハイゼンガーは1997年シーズン途中で身売りを決定していた。チームはワールドシリーズ制覇後、シーズン終了後にエース格のケビン・ブラウン、抑えのロブ・ネン、主力打者のモイゼス・アルーなどを、翌1998年シーズン途中にはチームの主力打者であるゲイリー・シェフィールド、ボビー・ボニーヤを次々と放出する「ファイヤーセール」を行う。このため総年俸は1997年の5300万ドルから1300万ドルにまで激減させた。若手中心のチーム作りを目論んだが、1998年には54勝108敗で最下位に転落した。
1999年より、投資家として成功していたジョン・W・ヘンリーがチームを買収し、マーリンズのオーナーとなる。ヘンリーは旧来的な考えが根強いアメリカ球界で、セイバーメトリクスに基づいた合理的な球団運営を行えば成功できると考えていたが、球団の実情はヘンリーが想像していた以上に深刻だった。そのため早くも身売りを目論む。
2002年、オーナーのヘンリーはボストン・レッドソックスに乗り換えるべくモントリオール・エクスポズのオーナーだったジェフリー・ローリア（ニューヨークの画商）が買うという球団の三角売買が行われた。その結果、球団創設時からGMを務めたデーブ・ドンブロウスキーも放出され、GM以下、スタッフはエクスポズのメンバーで占められることになった。選手もティム・レインズ親子が入団、2001年9月からはエクスポズから移籍したラリー・ベインフェストが球団共同代表に就任し、エクスポズ色の強いチームになった。
2003年はシーズン途中から監督に就任したジャック・マキーオンの下、ワイルドカードでプレーオフへ進出してリーグ優勝を達成。ワールドシリーズではニューヨーク・ヤンキースを4勝2敗で破り、2度目の世界一に輝く。しかしこの時も、直後のオフシーズンでデレク・リーをトレードへ放出するなど主力選出の放出、FA移籍が相次いだ。
2005年シーズン終了後に監督のマキーオンが退任、カルロス・デルガド、フアン・ピエール、ジョシュ・ベケットなど、主力選手のほとんどをトレード（一部選手はFA）で放出する2回目の「ファイヤーセール」を敢行して、残った主力はミゲル・カブレラ、ドントレル・ウィリスなどごく少数だけになった。MLBでは破格の1500万ドル程度という安さのチーム年俸総額となる（これは当時デレク・ジーター一人の年俸にも及ばなかった）。これについては主に球界からは年俸削減と多数の若手有望株の獲得を同時成功させたラリー・ベインフェストGMを評価する声が上がっている。しかし、メジャーでの実績がほとんど無い選手が大半を占めるメンバー構成、そして、「どうせ近々移転してしまう」という諦めムードもあり、残っていたファンも大半が愛想を尽かし、観客動員はより一層減少してしまった。
2006年、監督に元ニューヨーク・ヤンキースの捕手ジョー・ジラルディが就任。5月末時点では11勝31敗と借金20を抱えていたが9月3日には勝率を5割に戻し、最終的には地区4位に終わったものの一時はワイルドカード争いに顔を出すまでの追い上げを見せた。20もの借金を抱えたチームが一時的であれ勝率5割まで持ち直したのは、1899年のルイビル・カーネルズ（ホーナス・ワグナーで有名）以来107年ぶりの快挙だった。しかし、ジラルディはオーナーと真夏の試合中に口論し、機嫌を損ねたオーナーにシーズン終了後に解雇された（後にヤンキースの監督に就任）。
2007年オフには、ついにミゲル・カブレラ、ドントレル・ウィリスをデトロイト・タイガースに放出。チーム年俸総額の半分弱を占めていた両選手の放出により年俸総額は約3000万ドルから約1600万ドルまで減り、タンパベイ・レイズの約2400万ドルを「抜いて」年俸総額はMLB最下位となった。
2008年、2009年とMLB最下位の年俸総額ながら2年連続で勝ち越し、2009年はシーズン終盤までワイルドカード争いに加わるなど健闘を見せたが、あまりにも資金を出し渋る球団に対して「（低年俸球団に分配金が与えられる）収益分配制度を悪用している」という批判の声が高まり、2010年1月には遂に、メジャーリーグ選手会と、コミッショナーのバド・セリグに年俸総額の引き上げを約束させられる異例の事態に発展した。
2011年、ジャック・マキーオンが監督代行に就任。しかし故障者が続出し、4年ぶりの最下位に終わった。

### マイアミ・マーリンズ時代
球団発足から2011年まで使用していたサンライフ・スタジアム（旧称ドルフィン・スタジアム）は街外れで不便な上、風雷雨にさらされやすい気候にも拘らず屋根が無いため、2011年シーズンは雨天中止が一番多かった。また、本来アメリカンフットボール用のため、座席の配置（座席が本塁ではなくフィールド中央を向いている）・フィールドの仕様などを見ても、野球に適した競技場ではなかった。
移転の噂が囁かれる中、2007年12月18日に新球場を含めた公共施設の建設計画が承認され、2月中にも正式契約を結ぶ運びとなった。新球場ローンデポ・パーク（開場当時の名称はマーリンズ・パーク）は開閉可能な屋根付きで、37,000人収容。建設費用は約5億2500万ドルでマイアミ・オレンジボウル跡地に建てられた。当初は2011年シーズンにオープン予定であったが、着工の遅れから2012年3月5日に開場した。
本拠地の完成にともない、球団は2012年よりマイアミ・マーリンズに改称。監督には前年までシカゴ・ホワイトソックス監督であったオジー・ギーエンを迎えた他、2010年の最優秀救援投手ヒース・ベルや2011年の首位打者ホセ・レイエスを獲得するなどの大型補強を行い、新球団名でのシーズンを迎えたが、69勝93敗でナショナルリーグ東地区最下位に終わり、ギーエンは解任された。新監督には球団OBのマイク・レドモンドが就任した。
また選手についても、長年チームの主力選手であったハンリー・ラミレス、アニバル・サンチェスがシーズン中にトレードで放出されたほか、11月には「大型補強組」だったレイエス、マーク・バーリー、生え抜きのジョシュ・ジョンソンなど主力5選手を一気にトロント・ブルージェイズにトレードで放出、同じく「大型補強組」のベルをアリゾナ・ダイヤモンドバックスにトレードで放出するなど、前オフの大型補強から一転、球団史上3回目の「ファイヤーセール」が行われる形となった。この放出劇に対しては（単なるファンというだけでなく、新球場の建設費を自分たちの納めた税金で負担した）地元住民から「裏切り」として大きな反発が起こったほか、メディアからも一斉にオーナーのローリアを非難する声が上がった。また、チームの主砲であるジャンカルロ・スタントンも自身のツイッターで球団に対する怒りを爆発させている。
新球団名2年目の2013年もファイヤーセールによってチームが瓦解し、62勝100敗とワイルドカード争いはおろか、ナショナルリーグ東地区でも最下位に沈んだ。
2014年は、前年度の不振から最下位予想が多かったものの、前年度東北楽天ゴールデンイーグルスに所属し、MLBに復帰したケーシー・マギーが球団史上初となるカムバック賞を受賞、外野手のマーセル・オズナ、クリスチャン・イエリッチがレギュラーに定着するなど若手が健闘し、ワイルドカード争いには加われなかったものの、77勝85敗と最下位を免れた。
2015年、ロサンゼルス・ドジャースからディー・ゴードン、ダン・ヘイレン、ミゲル・ロハスをアンドリュー・ヒーニー、クリス・ハッチャー、エンリケ・ヘルナンデスとのトレードで獲得。マギーをサンフランシスコ・ジャイアンツにトレードし、ケンドリー・フローレス、ルイス・カスティーヨを獲得。また、ヤンキースからFAのイチローを獲得し、球団史上初の日本人選手が所属。これにより、日本人選手が所属したことのないMLBの球団はシンシナティ・レッズだけになった。
2015年5月17日、編成本部長のマイケル・ヒルは、監督のマイク・レドモンドとベンチコーチのロブ・レアリーの解任を発表し、翌18日にGMのダン・ジェニングスの監督就任とマイク・ゴフのベンチコーチ就任を発表した。
2015年10月29日、編成本部長のマイケル・ヒルは、ドン・マッティングリーを4年契約で監督に迎え、自らゼネラルマネージャーの職務を兼任することを発表した。
2016年、ボート事故により死去したホセ・フェルナンデスの背番号『16』をマイアミ・マーリンズに所属していた選手として初の永久欠番に指定することとなった。チームの主力選手で、事故死による永久欠番指定はロベルト・クレメンテ（パイレーツ）、ドン・ウィルソン（アストロズ）、サーマン・マンソン（ヤンキース）に次いでフェルナンデスは4人目のケースとなった。
2017年、元ニューヨーク・ヤンキースのデレク・ジーターと実業家のブルース・シャーマンを中心とする投資家グループによって買収され、9月27日のMLBオーナー会議で承認された。10月3日、ジーターが最高経営責任者(CEO)に就任した。
前オーナーのローリアが400億円以上の借金を残していたため、就任当初からチームの年俸総額を削減する方向性が示唆されていた。そしてシーズンオフに突入すると、ジャンカルロ・スタントン、ディー・ゴードン、マーセル・オズナ、クリスチャン・イエリッチと4人もの主力打者を次々とトレードで放出する球団史上4回目の「ファイヤーセール」を決行した。特にイエリッチの放出は、直近のレギュラー外野手が3人全員トレードで放出という異常事態になったこともあり、「球団史上最悪のバーゲン」「前代未聞の大解体」と報道されるほどであった。
2018年には98敗、2019年には105敗と2年連続でリーグワーストの敗戦数を記録した。観客動員も2年続けて81万人台と低迷し、傘下2Aジャクソンビルの試合より観客数が少ない日もあった。
2020年は新型コロナウイルスの感染拡大でマーリンズは開幕1週目に18人の選手が感染するなど苦難のスタートを切ったが、2009年以降10年連続となっていた負け越しを脱出し、9月25日に2003年以来、17年ぶりのプレーオフ進出を決めた。チーム名を「マイアミ・マーリンズ」に改称してからは初のプレーオフ進出である。奇しくもこの日はマーリンズ不動のエースだったホセ・フェルナンデスが2016年にボート事故でこの世を去ってちょうど4年目であった。ポストシーズンではシカゴ・カブスと対戦したワイルドカードシリーズは2連勝で勝ち抜けるも、アトランタ・ブレーブスと対戦した地区シリーズは3連敗で敗退した。これまでマーリンズは出場したポストシーズン2度ともワールドチャンピオンまで勝ち進んでいたため、球団史上初めてポストシーズン敗退を経験することとなった。
2020年シーズン終了後の11月13日、契約満了で退団となったマイケル・ヒルの後任として、中国系の女性であるキム・アングがGMに就任すると発表した。女性が球団のゼネラルマネージャーに就任するのは、144年に渡るメジャーリーグベースボール史上初めてのことである。アングはシカゴ大学で公共政策の学士号を取得後、1990年にシカゴ・ホワイトソックスでインターンとして働き始め、翌年にはホワイトソックスでフルタイムの職を得た。その後はニューヨーク・ヤンキースやロサンゼルス・ドジャースでGM補佐を務め、メジャーリーグベースボール機構副会長であるジョー・トーリ直属の部下として働くなど、アメリカ野球界で30年以上のキャリアを積んでいる。

## チームの特徴

### ファイヤーセール
先述のように、球団の創設年は1993年で、まだ歴史はそれほど長くないが、1997年、2005年、2012年、2017年と、およそ20年間の間に4回もの「ファイヤーセール」(大安売り)と呼ばれる主力選手の大放出を決行している。下記に、主なトレード放出を挙げる（当該選手の項目を併せて参照）。
1997年
- ケビン・ブラウン（サンディエゴ・パドレスにトレード。通算211勝、最多勝1回、最優秀防御率2回。1996年、1997年と2年連続で開幕投手を務めて、この年は16勝を挙げてエース格として活躍。）
- ロブ・ネン（サンフランシスコ・ジャイアンツにトレード。通算314セーブ、最多セーブ投手1回。1994年のシーズン途中から3年半もの間、チームのクローザーを務めて、この年は35セーブを挙げた。）
- ゲイリー・シェフィールド（ロサンゼルス・ドジャースにトレード［1998年のシーズン途中］。通算2689安打、首位打者1回。1996年に当時の球団記録となる42本塁打でシルバースラッガー賞を受賞。）

2005年
- ジョシュ・ベケット（正三塁手であったマイク・ローウェルと共に、ボストン・レッドソックスにトレード。通算138勝、最多勝1回。2003年から3年連続で開幕投手を務めて、2003年にはワールドシリーズMVPに輝いた。）
- カルロス・デルガド（ニューヨーク・メッツにトレード。正捕手であったポール・ロデューカも程なくしてトレードでメッツへ放出された。通算2038安打、打点王1回。在籍はわずか1年間であったが、打率.301、33本塁打で主力打者として活躍。）
- フアン・ピエール（シカゴ・カブスにトレード。通算2217安打、盗塁王3回、最多安打2回。正中堅手として2003年の世界一に貢献、この年は盗塁王に輝く活躍であった。）
- ルイス・カスティーヨ（ミネソタ・ツインズにトレード。通算1889安打。生え抜き選手であり、在籍10年間で盗塁王に2回輝く。長く正二塁手を務めて、出場試合数1127試合は当時の球団記録であった。）

2012年
- ホセ・レイエス（トロント・ブルージェイズにトレード。首位打者1回、盗塁王3回。正遊撃手を務めていた。マーク・バーリー、ジョシュ・ジョンソンというエース格の2投手、正捕手であったジョン・バックなど主力4選手と共にトレード放出された。）
- ヒース・ベル（アリゾナ・ダイヤモンドバックスにトレード。通算168セーブ、最多セーブ1回。クローザーを務めていた。）
- ハンリー・ラミレス（ロサンゼルス・ドジャースにトレード［2012年のシーズン途中］。6年半在籍して、2009年には首位打者に輝いた。長く正遊撃手を務めていたが、2012年は三塁手にコンバートされていた。）

2017年
- ジャンカルロ・スタントン（ニューヨーク・ヤンキースにトレード。生え抜き選手で、在籍8年間で本塁打王2回。2017年は正右翼手として59本塁打を放ち、本塁打王とナショナルリーグMVPにも輝く活躍であった。）
- ディー・ゴードン（シアトル・マリナーズにトレード。在籍3年間で盗塁王2回。正二塁手を務めていた。2017年は60盗塁で、自身3回目の盗塁王に輝いた。）
- マーセル・オズナ（セントルイス・カージナルスにトレード。2017年は正左翼手として37本塁打を放ち、シルバースラッガー賞とゴールドグラブ賞を受賞した。）
- クリスチャン・イエリッチ（ミルウォーキー・ブルワーズにトレード［2018年シーズン開幕前］。2014年にゴールドグラブ賞、2016年にシルバースラッガー賞を獲得しており、ブルワーズ移籍後の2018年にはナショナルリーグMVPを受賞した。）

2018年
- ジャスティン・ボーア（フィラデルフィア・フィリーズに放出。2018年はチームトップの本塁打（19本）を放つも放出。2017年はスタントン、オズナに次ぐ本塁打数（25本）を放った。）

この他にも、2007年にはミゲル・カブレラ、ドントレル・ウィリスという、当時の投打それぞれの軸をデトロイト・タイガースへと放出している。
上記のように、幾度にも及ぶファイヤーセールは、決行されるたびに物議を醸すこととなり、1997年のファイヤーセールでは、後に（一度は開催が決まっていた）2000年のMLBオールスターゲームの本拠地開催権が剥奪されてしまう原因になった（2017年に晴れてオールスターゲームの本拠地開催が叶った）。2005年のファイヤーセールでは、当時のレギュラーの野手陣のほとんどがトレードで放出された。2012年のファイヤーセールでは、前年のオフに補強したばかりのレイエス、バーリー、ベルを、在籍わずか1年で次々とトレード放出する姿勢が「投げ売り」と批判された。
2017年の場合は、前オーナー・ローリアが残した400億円以上の借金を減らすため、ファイアーセールをしなければ球団経営が続けられない状態であった。しかし直近のシーズンの本塁打王と盗塁王を次々とトレード放出する姿勢などから、「球団史上最悪のバーゲン」「前代未聞の大解体」「これはチーム再建のためではなく、年俸削減のためのただの売り切りだ」「負けることを願ってすらいる、敗退行為（に等しい）」などと批判を浴びた。

## 歴代監督
マイアミ・マーリンズの歴代監督一覧を参照。

## 選手名鑑

### アメリカ野球殿堂表彰者
- アンドレ・ドーソン (Andre Dawson)
- トレバー・ホフマン (Trevor Hoffman)
- ジム・リーランド (Jim Leyland)（監督）
- トニー・ペレス (Tony Perez)（アシスタント）
- ティム・レインズ (Tim Raines)
- イバン・ロドリゲス (Ivan Rodriguez)
- イチロー (Ichiro Suzuki)

### 永久欠番
| 番号 | 選手                                     | ポジション | 備考                 |
| ---- | ---------------------------------------- | ---------- | -------------------- |
| 42   | ジャッキー・ロビンソン (Jackie Robinson) | 二塁手     | 全球団共通の永久欠番 |

#### 失効した永久欠番
- 5 カール・バーガー (Carl Barger) (1993年 - 2011年) - チーム設立時、幹部として奔走したが、チーム初の開幕戦を前に急死した。カール・バーガーはジョー・ディマジオの大ファンであったため、バーガーに敬意を表してディマジオの背番号5を欠番とした。2012年、マイアミ・マーリンズと球団名を改めた際、ローガン・モリソンに与えられ失効した[30]。

意図的に使用されていない番号
- 16 - ホセ・フェルナンデス

2016年9月25日にホセ・フェルナンデスがボート事故死したことにより球団は記念碑の建設を発表した。2016年当時のオーナーであるジェフリー・ローリアもフェルナンデスの背番号16を永久欠番とする意向を示した。しかしながら2022年現在、マイアミ・マーリンズはまだ背番号16を正式な永久欠番とはしていない。

### 歴代所属日本人選手
- 51 イチロー (2015 - 2017)
- 25 田澤純一 (2017 - 2018)

## 傘下マイナーチーム
| クラス | チーム                                                                    | 参加リーグ                                            | 提携   | 本拠地                                                      |
| ------ | ------------------------------------------------------------------------- | ----------------------------------------------------- | ------ | ----------------------------------------------------------- |
| AAA    | ジャクソンビル・ジャンボシュリンプ Jacksonville Jumbo Shrimp              | インターナショナルリーグ International League         | 2009年 | フロリダ州ジャクソンビル 121ファイナンシャル・バールパーク  |
| AA     | ペンサコーラ・ブルーワフーズ Pensacola Blue Wahoos                        | サザンリーグ Southern League                          | 2021年 | フロリダ州ペンサコーラ アドミラル・フェターマン・フィールド |
| High-A | ベロイト・スカイカープ Beloit Sky Carp                                    | ミッドウェストリーグ Midwest League                   | 2021年 | ウィスコンシン州ベロイト ABCサプライ・スタジアム            |
| Low-A  | ジュピター・ハンマーヘッズ Jupiter Hammerheads                            | フロリダ・ステートリーグ Florida State League         | 2002年 | フロリダ州ジュピター ロジャー・ディーン・スタジアム         |
| Rookie | フロリダ・コンプレックスリーグ・マーリンズ Florida Complex League Marlins | フロリダ・コンプレックスリーグ Florida Complex League | 1992年 | フロリダ州ジュピター ロジャー・ディーン・スタジアム         |
| Rookie | ドミニカン・サマーリーグ・マーリンズ Dominican Summer League Marlins      | ドミニカン・サマーリーグ Dominican Summer League      | 1993年 | ドミニカ共和国 アカデミア・デ・プロスペクトス               |

## チーム名の由来
Marlinとはマカジキのことで、ベースボール・アルマナックは、1998年のフロリダ・マーリンズのメディアガイドを出典として、この魚が「勇猛果敢なファイターであり、勇気を試す敵」であるために選ばれたとしている。
なお、marlinという単語は本来単複同形であるが、英語ではチーム名など単語そのものではない集団の愛称として用いる場合は、単複同形や不規則変化に関わらず単数形にsを付ける、という慣例があり、マーリンズもこれに倣っている。
なお、かつて同名のマイナーチームが存在した。